# Editorial
Editorial, taktéž zvaný úvodní slovo. Nerovná se pojmu úvodník, často je s ním zaměňován. Jde o sdělení programových cílů redakce, první článek v časopise. Šéfredaktor či známá osobnost se obrací ke čtenářům. Píše o tom, co je v čísle periodika obsaženo, nebo píše úvahu na aktuální téma, nebo jde úvodní slovo osobnosti či její zkušenost nebo příběh ze života.